# Christian Heidel
Christian Heidel (Mainz, 2 juni 1963) is een Duits voetbalbestuurder. Vanaf 1992 was hij technisch directeur bij 1. FSV Mainz 05. In 2015 tekende Heidel een contract om vanaf medio 2016 aan de slag te gaan bij Schalke 04.

## Levensloop
Heidel werd in 1963 geboren in Mainz als zoon van Herbert Heidel, voormalig burgemeester van de gemeente tussen 1969 en 1995. Nadat hij afgestudeerd was, ging hij bij het familiebedrijf werken, dat hij in 1984 overnam. In 1989 werd Heidel commercieel directeur bij een autobedrijf in Mainz.
Drie jaar later trad hij in dienst bij de voetbalclub 1. FSV Mainz 05, waar hij de hoogste manager werd. In 2001 stelde Heidel een van de spelers van het eerste elftal aan als hoofdtrainer, namelijk Jürgen Klopp. Onder zijn leiding promoveerde de club in 2004 naar de Bundesliga. Vier jaar daarna verkaste Klopp naar Borussia Dortmund. Als opvolger werd Jørn Andersen aangesteld, die na één jaar opgevolgd werd door jeugdtrainer Thomas Tuchel. Tuchel verlengde na vijf jaar zijn contract niet (en zou later ook naar Dortmund verkassen). Kasper Hjulmand werd als vervanger gekozen, maar na één jaar verving Heidel hem door de Zwitser Martin Schmidt, die het tweede elftal onder zijn hoede had.
In april 2012 verlengde Heidel zijn contract als directeur van Mainz tot medio 2017. Dit contract zou hij echter niet uitzitten; begin 2016 liet hij weten in de zomer te verkassen naar Schalke 04. Hierdoor liet hij Mainz na vierentwintig jaar achter zich.